# Mohammad Reza Golpayegani
Seyyed Mohammad Reza Golpayegani (persisch سید محمدرضا گلپایگانی, DMG Seyyed Moḥammad-Reżā Golpāyegānī; * 1899; † 1993) war ein schiitischer Großajatollah, der zurückgezogen in Qom lebte, wo er in der Gebetshalle im Schrein der Fatima Masuma begraben liegt.
Golpayegani studierte unter Ajatollah Abdolkarim Haeri Yazdi, der die Stadt Qom zum Theologischen Zentrum des Iran ausbaute. Der von der theologischen Reputation über Ruhollah Chomeini stehende Golpayegani stand dem von Chomeini entwickelten und mit der Islamischen Revolution 1979 verwirklichten Prinzip der Herrschaft des einen Rechtsgelehrten zurückhaltend gegenüber. Seine quietistische Haltung verhinderte eine politische Einflussnahme.